# Byron Center
Byron Center es un lugar designado por el censo ubicado en el condado de Kent en el estado estadounidense de Míchigan. En el Censo de 2010 tenía una población de 5822 habitantes y una densidad poblacional de 440,68 personas por km².

## Geografía
Byron Center se encuentra ubicado en las coordenadas 42°48′42″N 85°43′40″O / 42.81167, -85.72778. Según la Oficina del Censo de los Estados Unidos, Byron Center tiene una superficie total de 13.21 km², de la cual 13.16 km² corresponden a tierra firme y (0.35%) 0.05 km² es agua.

## Demografía
Según el censo de 2010, había 5822 personas residiendo en Byron Center. La densidad de población era de 440,68 hab./km². De los 5822 habitantes, Byron Center estaba compuesto por el 95.57% blancos, el 0.93% eran afroamericanos, el 0.38% eran amerindios, el 1.03% eran asiáticos, el 0.02% eran isleños del Pacífico, el 0.67% eran de otras razas y el 1.41% pertenecían a dos o más razas. Del total de la población el 2.75% eran hispanos o latinos de cualquier raza.